# Пентхаус (часопис)
Пентхаус (енгл. Penthouse) је месечни часопис за мушкарце. Штампао га је Боб Гучионе 1965. године у Уједињеном Краљевству. Од септембра 1969. године часопис је почео да се издаје у Сједињеним Државама. Првобитно у часопису се појављују само еротске слике, али од 1998. године је променио цео изглед и фокус објављивањем порнографских слика и сексуалних аката, укључујући вагинални и анални секс. Неке од познатих личности које су се фотографисале за Пентхаус су бивша порно глумица Трејси Лордс, певачица Ванеса Вилијамс, познате порно глумице Џена Џејмсон, Сани Леоне, Ева Анђелина, Арија Ђовани и многе друге.